# Adoretus breviunguiculatus
Adoretus breviunguiculatus är en skalbaggsart som beskrevs av Kobayashi 1991. Adoretus breviunguiculatus ingår i släktet Adoretus och familjen Rutelidae. Inga underarter finns listade i Catalogue of Life.